# مارتن ووكر (مؤرخ)
مارتن ووكر (بالإنجليزية: Martin Walker)‏ هو مؤرخ وصحفي وكاتب بريطاني، ولد في 1947 في اسكتلندا في المملكة المتحدة.

## وصلات خارجية
- مارتن ووكر على موقع مونزينجر (الألمانية)
- مارتن ووكر على موقع ميوزك برينز (الإنجليزية)